# Tivadar Soros
Tivadar Soros, nato Theodor Schwartz (1893 – New York, 22 febbraio 1968), è stato un esperantista, scrittore e avvocato ungherese.

## Biografia
Theodor Schwartz (o Teodoro Ŝvarc o Soros Tivadar; nato nel 1893, morto il 22 febbraio 1968, è stato un esperantista ungherese di origine ebraica, nonché scrittore e avvocato.
Scrisse anche con lo pseudonimo Teo Melas (melas, (in greco, è l'equivalente di  schwarz in tedesco – nero). 
Nel 1922 fondò la rivista Literatura Mondo che redasse fino al 1924. 
Le sue memorie sulla prima guerra mondiale sono il tema del suo libro Modernaj Robinzonoj (sottotitolo: en la Siberia Praarbaro) pubblicato nel 1999 (in seguito tradotto in varie lingue compreso l'italiano).
La sua vita fu straordinariamente piena:

Sulle sue vicissitudini a Budapest durante la seconda guerra mondiale e l'occupazione nazista egli scrisse il libro Maskerado ĉirkaŭ la morto (1965 e 2001); Questo libro è uscito in inglese nel Regno Unito (2000) e negli Stati Uniti (2001 e 2010), nonché in russo (2001), tedesco (2003), turco (2001), ungherese (2002), cinese (2011), italiano (2011), ceco (2014), francese (2015).]
Soros apprese l'Esperanto mentre era al fronte durante la prima guerra mondiale - dove combatté sul fronte orientale.
Dopo gli anni in Siberia come prigioniero di guerra, Soros riuscì a fuggire; una volta a Budapest con gli amici Kalocsay e Baghy lanciò la rivista letteraria in esperanto Literatura Mondo. Suo figlio, il finanziere George Soros, ha detto che le vicissitudini di suo padre nella prima guerra mondiale furono solo l'addestramento per la vera grande sfida, l'arrivo dei nazisti nella seconda guerra mondiale.

## Libri
- Modernaj Robinzonoj: En la Siberia Praarbaro (racconto autobiografico 1924 seconda edizione 1999, traduzione italiana di Margherita Bracci Testasecca “Robinson in Siberia”, Editore Gaspari, 2010, ISBN 88-7541-202-9
- Maskerado ĉirkaŭ la morto (racconto autobiografico 1965 Stafeto; 1999 USA; 2001 UEA; traduzione italiana di Margherita Bracci Testasecca “Ballo in maschera a Budapest”, Editore Gaspari, 2011, ISBN 88-7541-200-6